# رنگینک سینه‌خاکستری
رنگینک سینه‌خاکستری یا رنگینک نوارخاکستری (نام علمی: Lonchura vana) یا سهره ریز نوارخاکستری، گونه‌ای از سهرگان ریز است که در آنگی جیگی، کوه‌های تامرائو و کوه‌های آرفاک در شبه‌جزیره ووگلکوپ در شمال غربی پاپوآ، اندونزی یافت می‌شود. این گونه در مراتع نمناک میان کوه و مرداب زندگی می‌کند. همچنین می‌توان آن را در زمین‌های کشاورزی متروکه در نزدیکی سکونتگاه‌های انسانی یافت.